# Axon Enterprise

Logo bis 2017

Axon Enterprise, Inc. (bis April 2017: Taser International, Inc.) ist unter anderem der Hersteller der Elektroschockpistole Taser, sowie auch von sogenannten Bodycams unter dem Markennamen Axon. Das Unternehmen hat seinen Sitz im US-amerikanischen Scottsdale, Arizona.

## Geschichte
Das Unternehmen wurde unter dem Namen Air Taser im Jahre 1991 von den beiden Brüdern Patrick und Tom Smith gegründet, die weiterhin Taser International leiten. Seit Mai 2001 werden die Aktien des Unternehmens an der NASDAQ gehandelt. Im April 2017 nannte sich das Unternehmen in Axon Enterprise, Inc. um. Wichtigster Mitbewerber war Stinger Systems.
Bodycams des Unternehmens nutzen OpenAI-Produkte zur Autotranskription ihrer Aufzeichnungen, was 2024 Fragen zu deren Verwendbarkeit als Beweismittel vor Gericht sowie die Verletzung von Rechten Unbeteiligter aufwarf.